# Tove Lo
Tove Lo, pseudonimo di Ebba Tove Elsa Nilsson (pronuncia: [tuːvɛ ˈluː]; Helsingborg, 29 ottobre 1987), è una cantante, compositrice, attrice e tastierista svedese.
È salita alla ribalta internazionale grazie al suo album di debutto Queen of the Clouds (2014), contenente la hit di traino Habits (Stay High), singolo classificatosi entro le prime dieci posizioni di diverse graduatorie globali, soprattutto la Billboard Hot 100 negli Stati Uniti d'America, dove ha raggiunto la terza posizione, venendo certificato quintuplo disco di platino. La cantante ha continuato a incidere diversi progetti musicali negli anni successivi, inclusi gli album Lady Wood (2016), Blue Lips (2017), Sunshine Kitty (2019) e Dirt Femme (2022).
In aggiunta al suo lavoro da cantante solista, Tove Lo è celebre anche per avere collaborato come autrice di testi per diversi altri cantanti famosi: fra i vari che ha contribuito a comporre, spicca il singolo Love Me like You Do di Ellie Goulding, che le ha permesso di ricevere la sua prima candidatura ai Grammy Awards nella categoria miglior canzone scritta per un film, televisione o altri media audio-visivi nel 2016.
Ritenuta come la «più oscura esportazione di pop svedese» dalla rivista Rolling Stone, Tove Lo si è imposta saldamente nella musica pop odierna grazie al suo stile crudo influenzato dalle sonorità grunge. Il suo approccio lirico onesto, complesso e autobiografico ha spesso portato la cantante a essere soprannominata «la ragazza più triste della Svezia» da un certo numero di fonti di informazione.
Dal 2014 al 2017 Tove lo ha venduto all'incirca venti milioni di copie nel mondo, superato oltre due miliardi di streaming, rendendola uno dei pochi cantautori ad avere raggiunto questo traguardo in un così ristretto lasso di tempo. Peraltro, ha collaborato con artisti di fama mondiale come Taylor Swift, Demi Lovato, Katy Perry, i Maroon 5, i Coldplay, Lorde e Duran Duran.

## Biografia

### Primi anni
Ebba Tove Elsa Nilsson è nata nel 1987 a Helsingborg.
Si stabilì con la famiglia successivamente a Djursholm, quartiere di Stoccolma, e la musica già dalla sua infanzia la guidò e fece parte della sua vita, difatti iniziò a scrivere poesie e testi musicali e comporre all'età di dieci anni. A sua detta, crebbe in una famiglia "carina ed elegante" ("pretty and posh"), con dei genitori protettivi e rigorosi che le permisero di prendere eccellenti voti a scuola, e l'ambiente le fece capire di volere qualcosa di davvero differente. Ha un fratello maggiore, sua madre è una psicologa e suo padre un imprenditore.
Si iscrisse all'accademia Rytmus Musikergymnasiet, la cui rilevanza può essere paragonata a quella della nota BRIT School in Regno Unito, ed ebbe perciò come compagni di corso e amici futuri cantanti e gruppi di successo: Strinse amicizia con Caroline Elizabeth Hjelt e Aino Jawo, che poi formarono il duo elettronico Icona Pop, per cui scrisse inoltre non pochi brani ed ebbe modo di conoscere anche Robyn, Erik Hassle e Lykke Li.
Già da quindicenne Tove Lo aveva scritto numerosissimi inediti - e anche brevi storie - che tuttora, come da lei rivelato, non sono mai stati ascoltati, e si era esibita sui palchi due volte. Due anni dopo il giovane talento ottenne il diploma e decise di seguire il sogno di diventare una cantante, che tentò di realizzare quando venne invitata a una festa delle Icona Pop, organizzata in quanto erano riuscite ad avere un contratto discografico, lasciando una demo alla quale lavorava da mesi a un membro dello staff, azione che la portò a Los Angeles per lavorare con il super produttore Max Martin sotto la Warner/Chapell Music.
Scrive canzoni dall'età di dieci anni e dopo avere frequentato l'importante scuola musicale Rytmus Musikgymnasium della capitale svedese, si fa notare come autrice per le connazionali Icona Pop e successivamente per altri artisti internazionali come Girls Aloud, Gavin DeGraw, Cher Lloyd e Lea Michele.

### 2013–2015: Gli inizi, le collaborazioni eQueen of the Clouds
Dopo essere stata la cantante del gruppo musicale Tremblebee inizia nel 2013 la sua carriera da solista tramite l'EP Truth Serum e il singolo di debutto autoprodotto Habits, il quale, avendo ottenuto notorietà internazionale, viene ripubblicato in seguito alla nascita di un contratto discografico tra lei e la Universal Music, sotto il titolo di Habits (Stay High). Inoltre, anche il remix degli Hippie Sabotage del suo brano spingerà ancor di più Tove verso il successo in Europa e negli Stati Uniti nella primavera del 2014.
L'album di debutto, Queen of the Clouds, di diciassette tracce nell'edizione standard, ventiquattro in quella deluxe internazionale, diciannove e ventitré in quelle nordamericane, viene pubblicato dalla Universal Music il 24 settembre 2014, rivelando un successo inaspettato e venendo certificato disco di platino negli Stati Uniti per avere venduto oltre un milione di copie e rimanendo in classifica fino al 2016, terminando tredicesimo nella Sverigetopplistan del 31 dicembre 2015, trentaseiesimo in Danimarca e quarantanovesimo negli Stati Uniti.
Sempre nel mese di settembre viene pubblicato il singolo Heroes (We Could Be), futura hit disco di platino in Italia, negli Stati Uniti, in Svezia e in Australia, e disco d'oro nel Regno Unito, in Canada e in Nuova Zelanda, collabora con il DJ svedese Alesso.
Il 17 novembre 2014 esce la colonna sonora di Hunger Games: Il canto della rivolta - Parte 1, contenente anche il brano di Tove Lo Scream My Name, successivamente incluso anche in una particolare edizione di Queen of the Clouds.
Nel dicembre del 2014 Tove Lo comunica la cancellazione di eventi e concerti per i due mesi seguenti a causa di alcune cisti nelle sue corde vocali che necessitano un intervento chirurgico di rimozione. Ritorna a esibirsi nel marzo 2015, mese nel quale, il 24, è ospite del noto programma americano David Letterman Show, eseguendo dal vivo il suo nuovo singolo Talking Body, secondo tratto da Queen of the Clouds, divenuto un vero e proprio tormentone estivo soprattutto negli Stati Uniti, dove ha venduto oltre due milioni di copie. L'album, accolto positivamente dalla critica, viene inserito inoltre al secondo posto nella classifica dei quattordici migliori album del 2014 secondo Billboard, superando artisti come Ed Sheeran, Taylor Swift e Lana Del Rey.

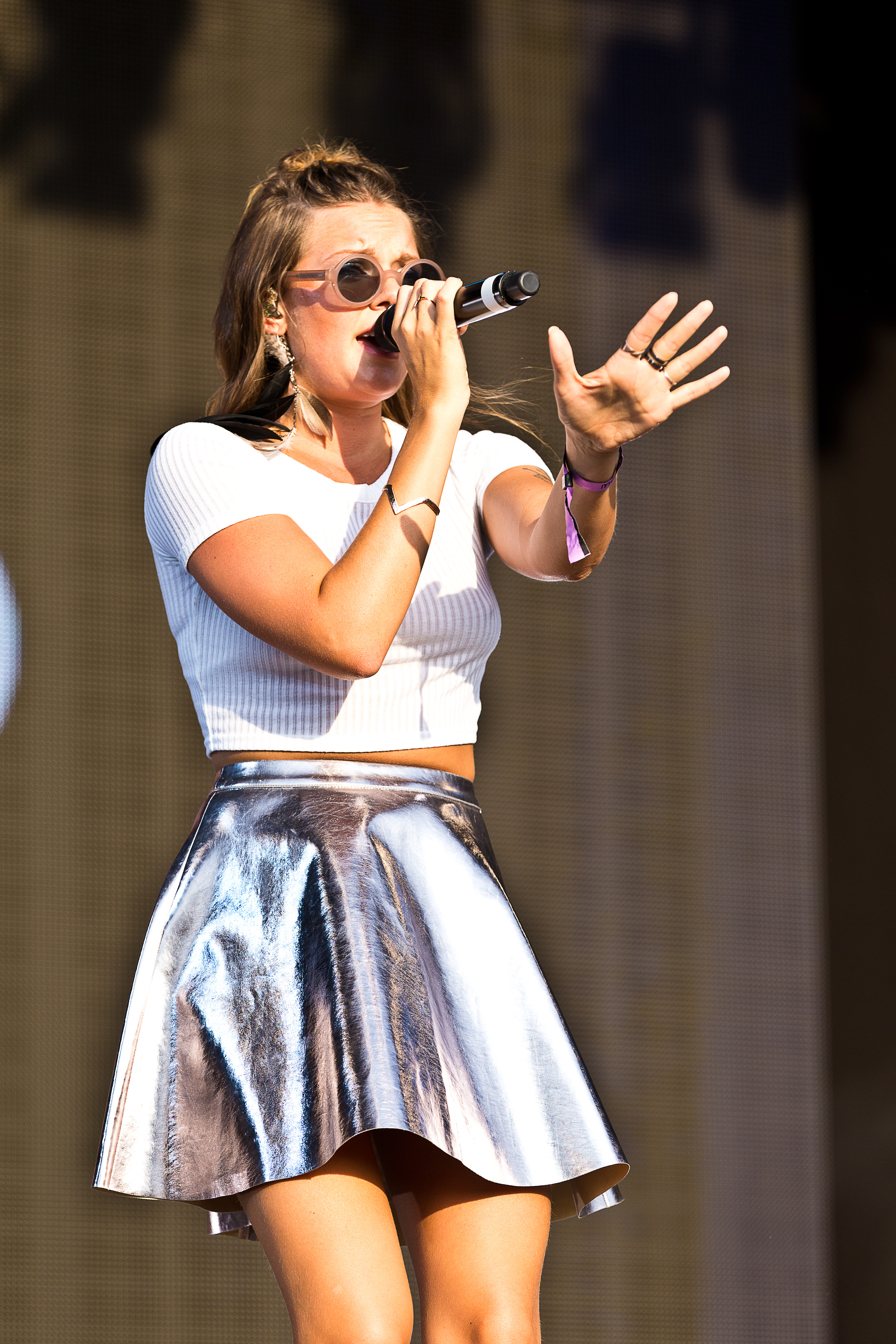
Tove Lo al Meltǃ Festival nel 2015

Sempre nel 2015, nel'ambito dei Grammis le vengono assegnati i premi di artista e canzone dell'anno, quest'ultimo per il singolo Habits (Stay High), mentre il suo album Queen of the Clouds ottiene una nomination nella categoria miglior album pop. Inoltre, viene nominata ai Billboard Music Awards, ai BMI London Awards e agli iHeartRadio Music Awards sempre per Habits (Stay High), e Queen of the Clouds riceve il titolo di miglior album svedese allo European Border Breakers Award.
In seguito viene selezionato per essere estratto come singolo, tra le tracce dell'album, Timebomb, pubblicato il 12 agosto; tuttavia l'invio alle radio negli Stati Uniti viene cancellato, per essere quindi sostituito da Moments. Timebomb raggiunge la quarta posizione della classifica svedese Veckolista Heatseeker.
Il successo ottenuto con l'album e i singoli in esso inclusi spingono Tove Lo a organizzare il suo primo tour mondiale, intitolato Queen of the Clouds Tour e con prima tappa, del 28 settembre, la città californiana San Diego. Composto da sedici serate, di cui sedici in Nord America e le restanti, cancellate per via della salute della Lo, in Europa; lo show finale, che avrebbe dovuto avere luogo il 14 novembre nella capitale svedese, Stoccolma, avviene al Terminal 5 di New York City. I concerti vengono aperti dal connazionale Erik Hassle e generalmente hanno presentato diciassette tracce, incluse alcune bonus track e collaborazioni, come Crave o Run on Love.
Il 24 ottobre prende parte come ospite speciale a sorpresa alla tappa in Georgia del The 1989 World Tour di Taylor Swift, venendo da lei descritta come «una dei suoi cantautori preferiti» ed esibendosi, di fronte oltre cinquantaseimila persone, in Talking Body, in seguito a una lunga presentazione e con l'accompagnamento vocale della cantante.
Pochi giorni dopo viene estratto l'ultimo singolo dal suo album d'esordio, e come promesso, la scelta ricade su Moments, brano che il 25 novembre viene eseguito durante lo show notturno statunitense The Late Late Show with James Corden. Il duo di disc jockey norvegese SeeB rilasce il 3 marzo 2016 un suo remix del brano, contenuto nell'EP Moments (The Remixes), insieme a quelli di Samuraii e Felix Snow.

### 2016–2017:Lady Woode il tour mondiale
Il 19 febbraio 2016 rilascia il brano Scars, singolo portante la colonna sonora del film The Divergent Series: Allegiant.
In un'intervista avvenuta nel corso dei Billboard Music Awards 2016, conferma di avere finito di registrare il suo imminente secondo album in studio, descritto come «più oscuro e sognante»; tuttavia, rifiuta di aggiungere ulteriori dettagli fino a quando il disco non sarebbe stato rilasciato. Sempre durante la serata si esibisce con Nick Jonas nel loro singolo Close, in cui la Nilsson è accreditata come artista ospite, successivamente divenuto un successo da disco di platino negli Stati Uniti, e ottenendo svariate certificazioni anche in paesi europei.
Il 24 giugno 2016 partecipa vocalmente e come co-autrice al brano Freak of Nature del duo elettropop neozelandese Broods, formato da Georgia e Caleb Nott, presente nel loro secondo album d'inediti Conscious. Collabora anche al singolo Say It del disc jockey Flume, divenuto noto principalmente in Oceania e certificato doppio disco di platino in Australia e disco di platino in Nuova Zelanda.
Il 4 agosto 2016 viene messo in commercio il singolo Cool Girl. Il brano, che ottiene un moderato successo globale, viene accompagnato da un videoclip ufficiale pubblicato dalla cantante sul suo canale Vevo il 19 agosto e a un'esibizione, il 31 agosto, al noto programma talk show statunitense The Tonight Show Starring Jimmy Fallon. Cool Girl viene certificato disco di platino in Svezia e diviene presto una hit mondiale, ottenendo il disco d'oro in vari paesi europei tra cui l'Italia, il Regno Unito e la Francia, e anche in Australia e Nuova Zelanda.
Il 17 agosto viene presentata la copertina del nuovo album e ufficializzata la sua uscita; Lady Wood, titolo scelto per il nuovo disco, viene pubblicato il 28 ottobre dello stesso anno e contiene dodici tracce nell'edizione standard, fra le quali Cool Girl e l'omonima Lady Wood.
Il 27 agosto prende parte al pre-show degli annuali MTV Video Music Awards, esibendosi con i suoi più grandi successi, quattro brani inediti contenuti in Lady Wood: True Disaster, Influence, Keep It Simple e Don't Talk About It. Nella notte del 29 agosto, presenta insieme a Bebe Rexha i vincitori delle categorie professionali degli MTV Video Music Awards 2016, concedendo un'intervista sul tappeto rosso e approfittandone per parlare del suo imminente album.
Il 9 settembre Influence, brano in collaborazione con il rapper Wiz Khalifa, viene pubblicato come primo singolo promozionale tratto da Lady Wood e la donna diffonde delle scene del videoclip sul social network Twitter.
Tra settembre e i mesi a esso successivi Tove Lo accompagna occasionalmente la band Maroon 5 nel loro M5 on the Road Tour in Nord America, continuando a promuovere il suo nuovo album ed esibendosi con pezzi originali. Il 17 ottobre annuncia Fairy Dust, un cortometraggio diretto da Tim Erem, in cui la Lo compie il suo debutto nel mondo del cinema, e un trailer di cinquantanove secondi viene quindi caricato sul suo canale Vevo YouTube, accompagnato dalle note di True Disaster e di Vibes, inizialmente previsto per il 28 ottobre, data di rilascio di Lady Wood, ma poi rinviato al 31 dello stesso mese, e contenente alcune scene del videoclip di Cool Girl. Nei titoli di coda di Fairy Dust Tove Lo utilizza la versione ridotta di Bitches, una delle tracce del suo futuro terzo album in studio, che esibirà dal vivo per la prima volta agli Spotify Studios di New York.
Inoltre il 23 ottobre vengono rivelate le prime ventuno tappe del suo secondo tour mondiale, il Lady Wood Tour, con undici concerti in America del Nord, aperti dalla cantautrice Phoebe Ryan e i restanti dieci in Europa con la partecipazione del duo neo-zelandese elettropop Broods.
Poche settimane in seguito al rilascio di Lady Wood, immediatamente prima posizione nella classifica svedese e undicesima nella Billboard 200 statunitense, True Disaster viene estratto come secondo singolo e si rivela presto un gran successo, debuttando alla cinquantesima posizione della Top 100 Digital Songs gestita anch'essa da Billboard. Secondo la celebre rivista statunitense Rolling Stone, Lady Wood è il terzo miglior album pop dell'anno, venendo esso elogiato per la produzione e l'originalità della talentuosa Nilsson.

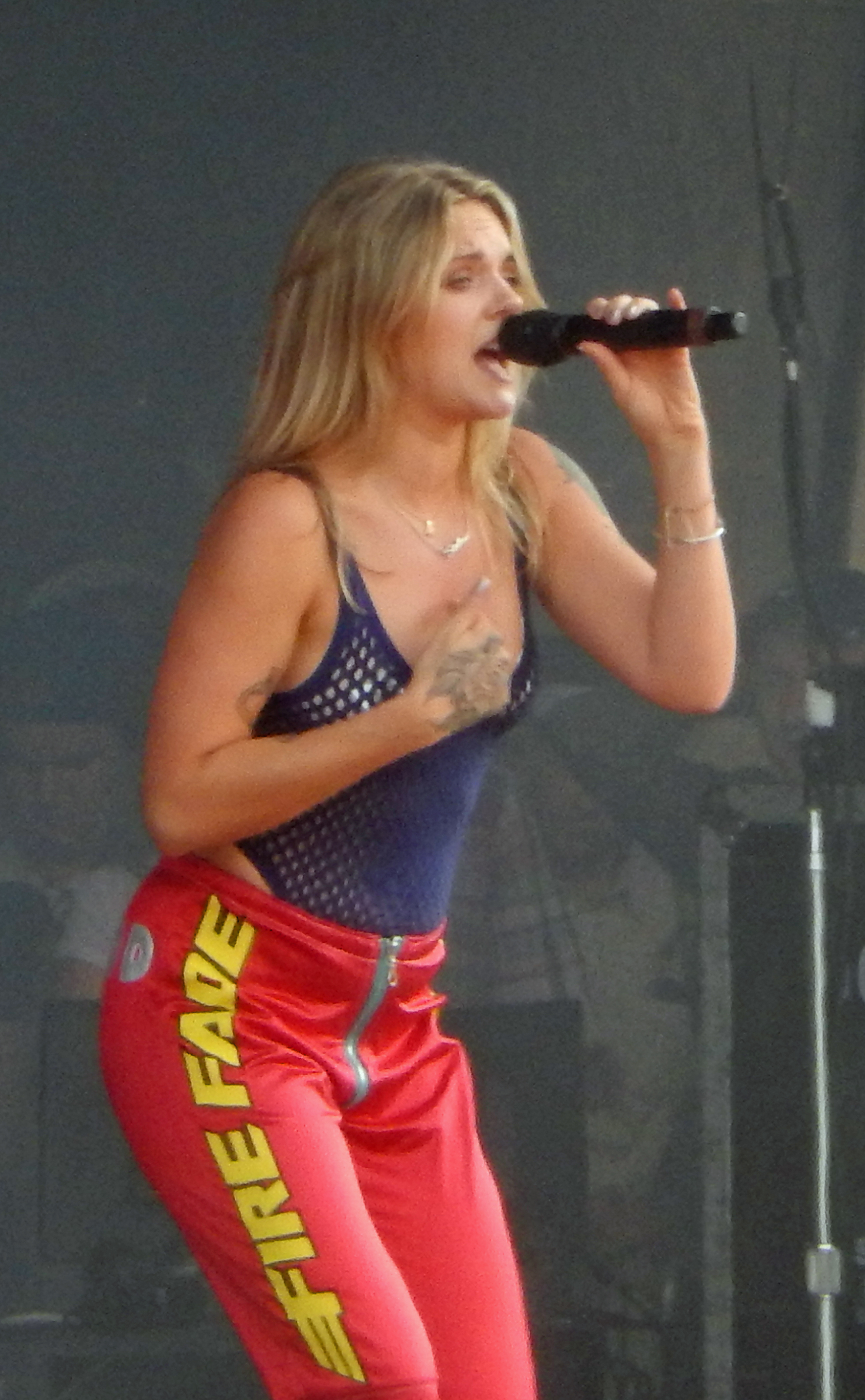
Tove Lo al Lollapalooza nel 2017

Il 10 febbraio 2017 Tove Lo rilascia ufficialmente il brano Lies in the Dark, contenuto nella colonna sonora del popolare lungometraggio Cinquanta sfumature di nero e alcuni giorni dopo, viene annunciato che aprirà, da giugno a ottobre, le tappe europee, nordamericane e canadesi della band britannica Coldplay.
Tove Lo figura inoltre tra gli autori del singolo Homemade Dynamite contenuto nell'ambito della cantante neozelandese Lorde Melodrama. Le due si sono esibite insieme per la prima volta sulle note del brano nell'ambito dell'Osheaga Festival.

### 2017–2018:Blue Lips
Il 7 settembre 2017 viene pubblicato il singolo Disco Tits. Il brano, volto ad anticipare il terzo album di inediti della cantante, intitolato Blue Lips, ha un successo moderato e graduale, debuttando alla cinquantacinquesima posizione in Svezia e raggiungendo la vetta della classifica statunitense dei brani dance di Billboard.
Il 31 ottobre 2017 Tove Lo, attraverso i propri social network, rivela la copertina ufficiale di Blue Lips, la lista tracce e la data di pubblicazione prevista per il 17 novembre dello stesso anno, giorno in cui viene anche estratto il primo singolo promozionale, Cycles. La notte dell'uscita dell'album, la cantante ha organizzato un concerto per la pubblicazione dell'album nel Brooklyn, New York.
A dicembre l'album viene inserito nella top 20 migliori album del 2017 di Rolling Stone, alla tredicesima posizione, e Disco Tits viene reputata da BuzzFeed la quinta migliore canzone pop dell'anno. Nello stesso periodo, Tove Lo prende parte alla colonna sonora della trasposizione cinematografica di Cinquanta sfumature di nero con il brano Lies In The Dark.
Nel 2018 collabora con i Muse alla realizzazione del brano Get Up and Fight, contenuto nel loro ottavo album Simulation Theory. Viene inoltre pubblicato un remix di Bitches, a cui prendono parte Charli XCX, Icona Pop, ALMA ed Elliphant.

### 2019–2021:Sunshine Kitty
Il 31 maggio 2019, Tove Lo annuncia la pubblicazione dell'album Sunshine Kitty e pubblica il singolo apri-pista Glad He's Gone. L'album viene pubblicato il 20 settembre successivo, non prima di altri due singoli: Bad as the Boys con la cantante finlandese Alma e Really Don't Like U con la diva australiana Kylie Minogue. In questo stesso periodo, Tove Lo collabora con il DJ Jax Jones nel brano Jacques. Il 15 gennaio 2020 Tove Lo pubblica l'inedito Bikini Porn, che viene poi inserito nella riedizione di Sunshine Kitty. Quest'ultima, intitolata Paw Prints Edition, è stata pubblicata nel mese di maggio 2020 insieme ad altre tre tracce inedite.
Nel febbraio del 2021 collabora con Martin Garrix nel singolo Pressure e affianca il noto gruppo musicale britannico dei Duran Duran al singolo Give It All Up, contenuto nel loro quindicesimo album in studio Future Past.

### 2022–presente:Dirt Femme
Nel 2022 figura tra gli artisti presenti nella colonna sonora della seconda stagione dell'acclamata serie televisiva statunitense Euphoria, per cui ha inciso il brano How Long.
Il 3 maggio esce il singolo No One Dies from Love, che anticipa il suo quinto album in studio, il primo pubblicato come artista indipendente. Dopo averlo cantato dal vivo, il 21 giugno pubblica il secondo singolo True Romance, ispirato al film dallo stesso nome, annunciando l'album Dirt Femme, in uscita il 14 ottobre, e confermando How Long nella track list. Il 27 luglio pubblica come terzo singolo 2 Die 4, anticipandolo anch'esso prima live, riuscendo ad andare virale sull'applicazione TikTok. Il 12 ottobre, due giorni prima dell'album, pubblica il singolo Grapefruit, ammettendo per la prima volta pubblicamente i suoi problemi di bulimia avuti quando era un'adolescente.
Al contempo, ha prodotto il mixtape di debutto del gruppo russo Pussy Riot, Matriarchy Now, pubblicato il 5 agosto 2022. Tra il 2022 e il 2023 ha intrapreso il Dirt Femme Tour, con date in Europa, le Americhe e Oceania. Nell'agosto 2023 è stata pubblicata la versione estesa di Dirt Femme, contenente i singoli Elevator Eyes, I Like U e Borderline.
Al 2024 risale invece la pubblicazione del singolo con Nelly Furtado e SG Lewis Love Bites e dell'EP di quattro tracce Heat, con cui ancora una volta lavora assieme a SG Lewis.

## Stile musicale e influenze
I critici musicali hanno descritto lo stile musicale di Tove Lo come synth-pop, electropop, dance-pop e indie pop, accostandolo a quello delle colleghe Kesha, Lorde, Robyn e Katy Perry. Sasha Frere-Jones del The New Yorker ha descritto l'approccio musicale di Lo come «contemporaneo: semplice, essenziale, elettronico e senza fronzoli». Il suo stile musicale è stato anche definito come oscuro, idiosincratico e grezzo. Lo ha un registro vocale da soprano, dichiarando che le sue vocali sono principalmente registrate dalle prime tre riprese delle demo per esprimere al meglio le sue emozioni. La sua musica utilizza un mix dinamico di strumentazione prominente di batteria, versi tranquilli e cori fragorosi debitori del modello della musica grunge.
Lo è cresciuta idolatrando Courtney Love ed è stata ispirata dalla cultura grunge e dai testi polarizzanti della sua musica e della sua band, le Hole. È rimasta affascinata anche dalla relazione romantica intrapresa da Love con Kurt Cobain, così come dalla crudezza e dall'onestà della musica di lei in quanto frontman dei Nirvana. Durante il liceo, Lo ha sviluppato una passione per la musica pop e la composizione, influenzata principalmente dalla produzione delle cantanti svedesi Robyn e Lykke Li. Dice che la semplicità e i testi eccentrici dell'album della cantante francese Charlotte Gainsbourg IRM (2009) sono la principale ispirazione per la sua carriera musicale e ha rivelato che le ha «aperto un nuovo mondo» a livello sonoro. Inoltre, si è ispirata allo stile vocale di Amy Winehouse, Jeff Buckley e Mikky Ekko, mentre Madonna, The Weeknd e Silverchair costituiscono altre influenze degne di nota.

## Vita privata
Un'intervista e un articolo riguardante Tove Lo della rivista W nell'ottobre del 2016 si riferiva alla donna come «apertamente bisessuale», citandolo come uno dei tanti elementi che caratterizzano la sua identità e immagine che «lei una volta aveva dato per scontato, ma ora fa molto parte del suo personaggio pubblico». In un'intervista concessa alla rivista Attitude nel gennaio 2017, Lo ha fatto riferimento al suo orientamento sessuale in termini non binari: «Essere aperta e possedere la mia sessualità in entrambi i modi - con uomini e donne - penso che non sia mai stato un grosso problema», dice, aggiungendo che si considera molto fortunata di essere cresciuta in un paese liberale. Nel giugno 2018, in occasione del mese del pride della comunità LGBTQ+, Tove Lo in un'intervista con Billboard si è auto definita nuovamente una donna bisessuale e ha condiviso la propria storia con i fan, rivelando di non avere mai fatto un vero proprio coming out ai suoi genitori poiché si è sempre sentita libera di frequentare le persone che voleva, nonostante vivesse in un ambiente in cui seppur liberale e accogliente la norma rimaneva l'eterosessualità.
Nel 2020 ha sposato il produttore neozelandese Charlie Twaddle.

## Discografia
- 2014 – Queen of the Clouds
- 2016 – Lady Wood
- 2017 – Blue Lips
- 2019 – Sunshine Kitty
- 2022 – Dirt Femme

## Tournée

### Artista principale
- 2015 – Queen of the Clouds Tour
- 2017 – Lady Wood Tour
- 2019/20 – Sunshine Kitty Tour
- 2022/23 – Dirt Femme Tour

### Artista d'apertura
- 2014 – The Prismatic World Tour di Katy Perry
- 2016 – Maroon V Tour dei Maroon 5
- 2017 – A Head Full of Dreams Tour dei Coldplay
- 2022 – Future Nostalgia Tour di Dua Lipa

## Filmografia

### Doppiatrice
- Twilight of the Gods - serie animata (2024)